# 沙罗诺夫环形山

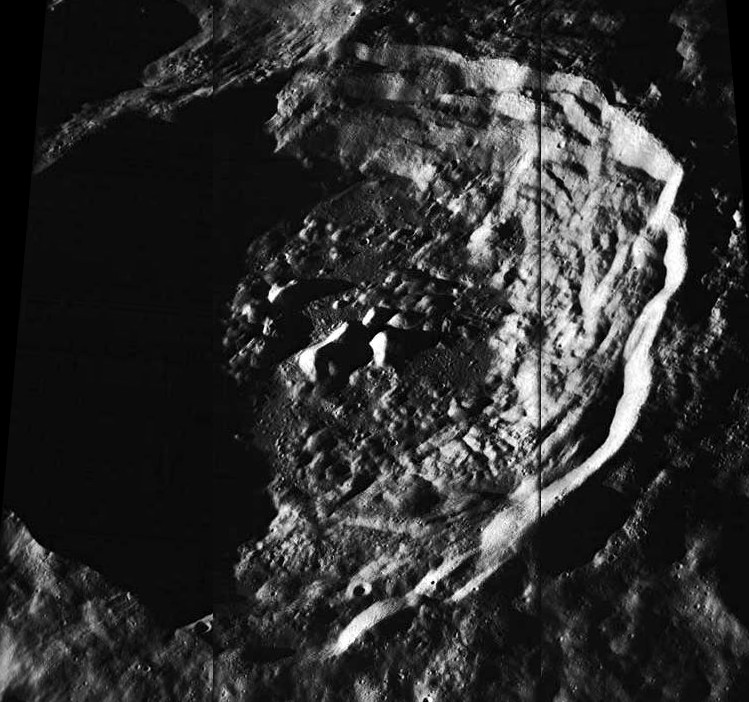
阿波罗16号全景相机拍摄的照片

沙罗诺夫环形山(Sharonov)是月球背面北半球一座年轻的大撞击坑，约形成于哥白尼纪，其名称取自苏联天文学家弗谢沃洛德·瓦西里耶维奇·沙罗诺夫(1901年-1964年)，1970年被国际天文联合会正式批准接受。

## 描述
该陨坑位于弗罗因德利希-沙罗诺夫盆地之内，西北毗邻安德森环形山、东北靠近被射纹线覆盖的维尔塔宁陨石坑；瓦利尔环形山则坐落在它的东南偏南方。该环形山的中心月面坐标为12°22′N 173°06′E / 12.37°N 173.1°E，直径75.12公里，
深度2.78公里。
沙罗诺夫环形山外观大致圆形，南侧边缘略为向外鼓出。外壁边缘清晰，未有撞击侵蚀所导致的明显磨损，其西南边缘部分被更小的卫星坑"沙罗诺夫 X"所覆盖，而该卫星坑又连接到安德森环形山的东南边缘。沙罗诺夫环形山的内侧壁显示有部分阶地结构，特别是北半侧。坑内地表上无较大的撞击坑，但中心点附近分布有一些山脊。
由于沙罗诺夫环形山拥有醒目的射纹系统，因而，它的形成年代被定义为哥白尼纪。

## 卫星陨石坑
按惯例，最靠近沙罗诺夫环形山的卫星坑在月图上以字母标注在该坑中心点的旁边。
| 沙罗诺夫 | 纬度    | 经度     | 直径    |
| -------- | ------- | -------- | ------- |
| D        | 13.5° N | 175.4° E | 17 公里 |
| F        | 12.3° N | 176.2° E | 14 公里 |
| X        | 14.1° N | 172.7° E | 36 公里 |